# Agora (film)
Az Agora (spanyolul: Ágora) 2009-ben bemutatott spanyol-máltai történelmi dráma, melyet Alejandro Amenábar rendezett. Címét az ókori Görögországban használatos agora kifejezésről kapta. A főszerepben Rachel Weisz látható, aki az ókor egyik kimagasló filozófusát, a világ egyik első ismert női tudósát, Alexandriai Hüpatiát formálja meg. További fontosabb szerepekben Max Minghella és Oscar Isaac tűnik fel. 

## Cselekmény
A történet a 4.-5. század fordulóján, a Római Birodalom által uralt Egyiptomában, azon belül is Alexandria városában játszódik. Bemutatja a kor társadalmi elégedetlenségeit, vallási zavargásait és Hüpatia harcait, amit az antik világ tudásának megmentésére fordít. Megjelennek a filmben a körülötte kialakult szerelmi kapcsolatok, apja rabszolgája (Max Minghella) és az egykori tanítványa, későbbi alexandriai prefektus Oresztész (Oscar Isaac) között.

## Szereplők
| Színész          | Szerep                          | Magyar hang     |
| ---------------- | ------------------------------- | --------------- |
| Rachel Weisz     | Hüpatia                         | Hámori Eszter   |
| Max Minghella    | Dávusz, fiatal szolga           | Molnár Levente  |
| Oscar Isaac      | Oresztész, Hüpatia tanítványa   | Papp Dániel     |
| Sami Samir       | Alexandriai Kürillosz           | Bardóczy Attila |
| Manuel Cauchi    | I. Teofil püspök                |                 |
| Ashraf Barhom    | Ammóniusz, parabalani szerzetes | Tóth Roland     |
| Michael Lonsdale | Theón                           | Barbinek Péter  |
| Rupert Evans     | Synesius                        | Láng Balázs     |
| Richard Durden   | Olümpiusz, pogány főpap         |                 |
| Homayoun Ershadi | Aspasius, idős szolga           | Imre István     |

## Fordítás
Ez a szócikk részben vagy egészben  az   Agora (film) című angol Wikipédia-szócikk fordításán alapul.  Az eredeti cikk szerkesztőit annak laptörténete sorolja fel. Ez a jelzés csupán a megfogalmazás eredetét és a szerzői jogokat jelzi, nem szolgál a cikkben szereplő információk forrásmegjelöléseként.